# Mona Barthel
Mona Barthel (født 11. juli 1990 i Bad Segeberg, Tyskland) er en kvindelig professionel tennisspiller fra Tyskland. 

Mona Barthel højeste rangering på WTA single rangliste var som nummer 64, hvilket hun opnåede 9. januar 2012. I double er den bedste placering nummer 303, hvilket blev opnået 12. april 2010.